# Běh na lyžích na Zimních olympijských hrách 1932
Běh na lyžích na Zimních olympijských hrách 1932 v Lake Placid.

## Medailové pořadí zemí
| Pořadí | Země          | Zlato | Stříbro | Bronz | Celkově |
| ------ | ------------- | ----- | ------- | ----- | ------- |
| 1.     | Finsko (FIN)  | 1     | 1       | 1     | 3       |
| 2.     | Švédsko (SWE) | 1     | 1       | 0     | 2       |
| 3.     | Norsko (NOR)  | 0     | 0       | 1     | 1       |
|        | Celkem        | 2     | 2       | 2     | 6       |

## Medailisté

### Muži
| Disciplína | Zlato                           | Výkon   | Stříbro                        | Výkon   | Bronz                           | Výkon   |
| ---------- | ------------------------------- | ------- | ------------------------------ | ------- | ------------------------------- | ------- |
| 18 km      | Sven Utterström · Švédsko (SWE) | 1:23:07 | Axel Wikström · Švédsko (SWE)  | 1:25:07 | Veli Saarinen · Finsko (FIN)    | 1:25:24 |
| 50 km      | Veli Saarinen · Finsko (FIN)    | 4:28:00 | Väinö Liikkanen · Finsko (FIN) | 4:28:20 | Arne Rustadstuen · Norsko (NOR) | 4:31:53 |